# Richard Cottrell
Richard Cottrell (n. 11 iulie 1943, Wellington, Anglia, Regatul Unit – d. 18 iulie 2024, Treviso, Veneto, Italia) a fost un om politic britanic, membru al Parlamentului European în perioadele 1979-1984 si 1984-1989 din partea Regatului Unit. 